# Association sportive Réal de Bamako
Maillots
L'Association sportive Réal de Bamako, plus couramment abrégé en AS Réal de Bamako, est un club malien omnisports basé à Bamako, comprenant notamment une section football et une section basket-ball.

## Histoire
Le club a été fondé en 1960 dans la capitale Bamako et a remporté le championnat national à 6 reprises, faisant de l'AS Réal de Bamako la 3e équipe la plus titrée du Mali.
Le meilleur joueur ayant porté le maillot du club fut Salif Keita (1963-67), qui a remporté le Ballon d'or africain en 1970 sous les couleurs de l'AS Saint-Etienne.

## Section football

### Palmarès

#### Hommes
- Ligue des champions de la CAF
  - Finaliste : 1966

- Championnat du Mali (7)
  - Champion : 1969, 1980, 1981, 1983, 1986, 1991, 2023

- Coupe du Mali (10)
  - Vainqueur : 1962, 1964, 1966, 1967, 1968, 1969, 1980, 1989, 1991, 2010
  - Finaliste : 1973, 1978, 1981, 1987, 1992, 1996, 1997

- Supercoupe du Mali de football
  - Finaliste : 2010

#### Femmes
- Championnat du Mali
  - Vice-champion : 2017
- Coupe du Mali
  - Finaliste : 2012 et 2014

### Joueurs emblématiques
- Salif Keïta
- Boubacar Koné
- Kalifa Coulibaly
- Marc Mboua

## Section basket-ball

### Palmarès

#### Femmes
- Coupe du Mali
  - Finaliste : 1982[4]